# 八州股旅恋慕
『八州股旅恋慕』（はっしゅうまたたびれんぼ）は、1934年（昭和9年）に日本で製作・公開されたサイレント映画である。製作・配給大都映画。同時上映は『銀鱗の花籠』。

## スタッフ
- 監督 : 大江秀雄

## キャスト
- 隼秀人
- 琴路美津子
- 三島慶子
- 大和玉枝